# Wahlen zum Repräsentantenhaus der Vereinigten Staaten 2016
Die Wahlen zum Repräsentantenhaus der Vereinigten Staaten fanden am 8. November 2016 statt. Gewählt wurde der 115. Kongress der Vereinigten Staaten. Wie bei jeder solcher Wahlen wurden alle 435 Sitze neu gewählt.
Am selben Tag fanden auch die Präsidentschaftswahl und die Wahlen zum US-Senat statt. Zudem gab es zwölf Gouverneurswahlen und Wahlen zu den Parlamenten in zahlreichen Bundesstaaten. Abgeordnete der Republikaner erhielten 241 Sitze im Repräsentantenhaus (sechs weniger als bei den Wahlen zuvor) und Abgeordnete der Demokraten 194.

## Allgemeines
Die 435 Wahlbezirke sind auf Basis der letzten Volkszählung im Jahr 2010 so zugeschnitten, dass in jedem Distrikt etwa gleich viele Bürger leben. In jedem Wahlbezirk wurde per Direktwahl ein Abgeordneter für zwei Jahre gewählt.
Die Zahl der Abgeordneten (in Englischen Congressmen oder Representatives genannt), die ein Bundesstaat in das Repräsentantenhaus entsendet, hängt also anders als im US-Senat von seiner Bevölkerungszahl ab.
Das 2016 gewählte Repräsentantenhaus konstituierte sich am 3. Januar 2017.
Paul Ryan, seit dem 29. Oktober 2015 Sprecher des Repräsentantenhauses, wurde zu Beginn der Legislaturperiode in seinem Amt bestätigt; er hatte es  bis zum Ende der Legislaturperiode am 3. Januar 2019 inne. Nancy Pelosi (Demokraten) ist seit Januar 2011 Fraktionsvorsitzende der Demokraten im US-Repräsentantenhaus ('minority leader').

## Ausgang
| Parteien                                     | Parteien     | Sitze | Sitze | Sitze | Sitze   | Stimmen    | Stimmen | Stimmen |
| -------------------------------------------- | ------------ | ----- | ----- | ----- | ------- | ---------- | ------- | ------- |
| Parteien                                     | Parteien     | 2014  | 2016  | +/−   | Stärke  | Stimmen    | %       |         |
|                                              | Republikaner | 247   | 241   | −6    | 55,4 %  | 63,181,991 | 49,1 %  |         |
|                                              | Demokraten   | 188   | 194   | +6    | 44,6 %  | 61,808,628 | 48,0 %  |         |
| Gesamt                                       | Gesamt       | 435   | 435   | 0     | 100,0 % |            |         |         |
| Quellen: National House Popular Vote Tracker |              |       |       |       |         |            |         |         |

Die Wähler in den Außengebieten der Vereinigten Staaten (ohne Puerto Rico, das einen Resident Commissioner auf vier Jahre entsendet) und im Bundesdistrikt Washington, D.C. wählten insgesamt sechs Abgeordnete. Im Gesetzgebungsverfahren haben diese allerdings kein Stimmrecht.